# Mikaël Fitoussi
Pour les articles homonymes, voir Fitoussi.
Mikaël (ou Michaël) Fitoussi est un acteur français. Il est le frère de Grégory Fitoussi, également acteur.

## Biographie
Mikaël Fitoussi commence sa carrière dans la série Sous le soleil sur TF1. Tout en continuant à figurer dans des séries grand public (Profilage, Off Prime), le comédien a joué dans de nombreux courts-métrages de réalisateurs comme Emmanuelle Bercot, Frédéric Pelle primés dans divers festivals (Festival de Cannes, Festival du film policier de Cognac...).
Il a pour partenaire notamment Anne Consigny, Brigitte Roüan et Fanny Ardant.
Depuis 2014, il incarne l'inspecteur Pascal Renart dans la série Alex Hugo sur France 2 aux côtés de Samuel Le Bihan, Lionnel Astier et Marilyne Canto,. La série rassemble plus de 5 millions de télespectateurs.

## Filmographie

### Cinéma

#### Longs métrages
- 2004 : Doo Wop de David Lanzmann : Ziggy
- 2021 : Jours sauvages de David Lanzmann : Carlos
- 2023 : Vaincre ou mourir de Vincent Mottez et Paul Mignot : Jean-Baptiste Carrier
- 2023 : Gueules noires de Mathieu Turi : Le mineur qui chante

#### Courts métrages
- 1997 : Les Vacances d'Emmanuelle Bercot : Le joueur de bonneteau
- 1999 : Touchez pas à ma poule ! de David Lanzmann
- 2001 : Les chaussettes sales de David Lanzmann : Cyril
- 2001 : Entre deux rails de Claire Jeanteur : Paul
- 2003 : Bonne nouvelle de David Lanzmann
- 2005 : Le caissier de Frédéric Pelle
- 2006 : You ever been funny ? de Kim Massee
- 2006 : Chambre 616 de Frédéric Pelle[5]
- 2008 : Une histoire louche de Rudi Rosenberg : Samuel [6]
- 2008 : Mordre de Nourdine Halli : Rodrigue
- 2013 : Alliés Nés d'Abraham Belaga : Micha

### Télévision

#### Séries télévisées
- 1998 : Dossiers : Disparus : Le détenu
- 1999 : Au cœur de la loi : Christophe Bonnaud
- 1999 - 2000 : Sous le soleil : Mathieu
- 2001 : Sa mère, la pute de Brigitte Roüan : Fabien le forcené
- 2006 : Turbulences : Gordon Spooner
- 2006 : L'État de Grace : L'anesthésiste
- 2008 : Duval et Moretti : Chaussard
- 2008 : Off Prime :
- 2013 : Profilage : Bastien Laffont
- 2014 : 14 - Des armes et des mots : Louis Barthas
- 2014 - présent : Alex Hugo : Pascal Renart
- 2019 : Engrenages : Oury Mazouz
- 2023 : Demain nous appartient : Alexis Langlois
- 2024 : Slow Horses : L'homme avec le chien qui poursuit River

#### Téléfilm
- 2024 : Savoring Paris de Clare Niederpruem : Busker

### Réalisateur
- 2024 : Bo Jacquo (co-réalisé avec Grégory Fitoussi)

### Scénariste
- 2021 : Jours sauvages de David Lanzmann
- 2024 : Bo Jacquo (co-réalisé avec Grégory Fitoussi)

### Clip
- 2001 : L'air du temps de Florent Pagny et Cécilia Cara